# Metaline
Metaline är en kommun (town) i Pend Oreille County i delstaten Washington i USA. Vid 2010 års folkräkning hade Metaline 173 invånare.